# Kinh tế Hungary
Kinh tế Hungary là kinh tế thị trường mở cửa nằm trong nhóm các nền kinh tế phát triển.
Kinh tế Hungary trải qua giai đoạn chuyển đổi từ hệ thống kinh tế kế hoạch hóa xã hội chủ nghĩa sang kinh tế thị trường tư bản chủ nghĩa trong thời kỳ đầu thập niên 1990. Ngày 1 tháng 1 năm 1995, Hungary trở thành thành viên chính thức của Tổ chức Thương mại Thế giới (WTO); năm 1996, Hungary trở thành thành viên chính thức của Tổ chức Hợp tác và Phát triển Kinh tế (OECD), đánh dấu sự hoàn tất quá trình chuyển đổi. Ngày 1 tháng 5 năm 2005, Hungary trở thành thành viên của Liên minh châu Âu nhưng đến này nước này vẫn chưa trở thành thành viên của Khu vực đồng Euro. Đơn vị tiền tệ chính thức hiện tại của Hungary là forint Hungary.
Năm 2008, kinh tế Hungary bị tác động nghiêm trọng của cuộc khủng hoảng tài chính ở Hoa Kỳ. Forint mất giá tới 10% so với Dollar Mỹ hôm 10 tháng 10 năm 2008. Ba tuần sau sự kiện này, Hungary đã đạt được một thỏa thuận với EU và IMF về việc nhận một gói cứu trợ trị giá 20 tỷ Dollar.